# Peer Schröder
Peer Schröder (* 8. August 1956 in Kassel; † 12. April 2019 ebenda) war ein deutscher Lyriker, Schriftsteller, Kulturwissenschaftler und Rezitator.

## Leben
Bereits als Gymnasiast am Kasseler Friedrichsgymnasium gab Peer Schröder, ein „neuer Typus von umweltbewußtem Dichter eigener Prägung“, seine erste literarisch-künstlerische Zeitschrift heraus. Schröder studierte Völkerkunde an der Universität Göttingen. Einige seiner 2001 in dem Band Gedichte wieder hergestellt versammelten Gedichte erschienen, teilweise in ihrer Originalfassung, in diesen Zeitschriften: Analle, Auf die rauschende Laterne!, Der Sanitäter, Falk, Gegner, Loose Blätter Sammlung, Schorli Morli, Zeitschrift für angewandtes Alphabet und Kunst.
Stephan Balkenhol erzählte von Peer Schröder in Kassel, mit dem er, inspiriert vom Dadaismus und der amerikanischen Beat Generation, eine Zeitschrift mit ihren eigenen Gedichten und Zeichnungen vervielfältigt und nachts in Briefkästen geworfen habe. Schorli Morli, so hieß die Zeitschrift, hatten die beiden mittels eines Spirit-Carbon-Umdruckers am Karsamstag 1976 aus der Taufe gehoben.
Der Kulturwissenschaftler trat poetisch wie publizistisch für Rüstungskonversion ein, so verweist er in einem Gedicht auf den Produktionsort in Kassel-Mittelfeld – ehemals Henschel, heute Rheinmetall: Mittelfeld // produziert weiter Waffen / dieses Mal wird es / Kassel ganz abschaffen.
Gemeinsam mit Theo Köppen und Katja Töpfer gab Peer Schröder seit 2007 die Zeitschrift Trompete heraus, in der zeitgenössische deutsche und amerikanische Autoren, häufig aus dem Umfeld der amerikanischen Beat Generation, aber auch Altmeister wie Rolf Schwendter, zu Gehör kommen.
Peer Schröder rezitierte außerdem Samuel Beckett in Lesungen. 
Am 12. April 2019 starb Peer Schröder nach kurzer, schwerer Krankheit in Kassel.

## Rezeption
Was Peer Schröders Poeme nach Ansicht von Hadayatullah Hübsch „sonnenstrahlig, querquirlig und ungelenk hübsch“ mache, seien seine widerborstigen Rubbeleien, mit denen er Worte auf eine Gedichtkette perlt, ohne auf den Gebrauchswert von eingeübten Satzfetzen und Bürokratiesprüchen zu achten. Der „Beatnik aus deutschen Schelmbereichen“ hüpfe stattdessen munter durch die Lande, ganz ein erlebnishungriges Kind einer anderen Wirklichkeitssphäre, poltere auch bisweilen mit seiner Ladung Poesie gegen allerlei Sperrmüll namens Realität, hadere aber weniger mit seinem Schicksal, als dass er es auf die Waggons von Zügen verteilte, die er so gerne in alle Himmels- und Windesrichtungen schicken würde.
Der Dichter und Kulturwissenschaftler Peer Schröder sei einer der nimmermüden Aktivisten der Beat Generation, ein Autor, der das Erbe der großen amerikanischen Idole Allen Ginsberg, Ted Berrigan oder Charles Olson nicht etwa ehrfürchtig-kleinmeisterlich zitiere, sondern deren Dynamismus mit neuem Leben erfülle. In kleinen Zeitschriften und mit Publikationen in unabhängigen Verlagen habe Schröder seine Vorstellungen einer revitalisierten 'Beat Poetry' formuliert.

## Werke (Auswahl)
- Wo ich aufhöre in den Gedichten ist der Himmel voraus fast klar. Nachwort Christoph Heubner, Hamburg 1979. (Loose Blätter Presse Michael Kellner, Taschen-Texte 2)
- Wie die Dinge anderer Dinge. Göttingen 1981. (Altaquito Sonderblätter, 14)
- Guten Tag in dieser Nacht. Göttingen 1982. (Steinbrech, 3)
- Rainer Maria Gerhardt und die Zeitschrift fragmente. Zusammen mit Helmut Salzinger. In: Falk. Loose Blätter für alles Mögliche. Odisheim (Oktober 1984), Ausgabe 9.
- Flugzeug am Himmel ich bin der Pilot. Hamburg 1985.
- Heimat – Identität – Fremdsein. Kulturelle Formen der Verarbeitung von Exilerfahrung am Beispiel der Briefe von Kurt Kersten. Göttingen 1990.
- Das berühmte entlaufene Nilpferd. In einem Band mit Herzblut von Michael Kellner, Ostheim v. d. Rhön 1993.
- Gedichte wieder hergestellt. Mit Zeichnungen von Stephan Balkenhol. Hamburg 2001.
- Eingeschweißter Himmelsbürger. Hamburg 2018. (Spatzen 2)
- Allen Ginsberg in Kassel. Ein  Brief. Hamburg 2022. (Spatzen 8)

## Herausgeberschaft
- Zeitschrift für angewandtes Alphabet und Kunst. (Hrsg. mit Theo Köppen; Beiträge u. a. von Paulus Böhmer, Bert Brune, Bianca Döring, Siglinde Kallnbach, Pierangelo Maset.) A bis Z, 1988–1994; Reprint: Buchlabor, Dresden 1996.
- Kasseler Literatur-Spaziergang. (Hrsg. mit Ulrike Janke, Konstanze Liebelt, Andrea Scherer; Beiträge u. a. von Andreas Hansen, Michael Kellner). Verlag Jenior & Pressler, Kassel 1997.
- Kai J. Sasse: Realitätsfalle. In memoriam Brigid O'Shaughnessy. Novelle. (Hrsg. mit Michael Schmidt, Tromsø, Norwegen). Wehrhahn Verlag, Hannover 2014.[15]